# Pinhan (Erau)
Pinhan (en francès i oficialment: Pignan) és un municipi occità del Llenguadoc, situat al departament de l'Erau i a la regió d'Occitània. L'any 1999 tenia 5.665 habitants.